# Washington Diplomats
El Washington Diplomats fou un equip de futbol professional de la ciutat de Washington que participà en la North American Soccer League.

## Història
El club va ser fundat el 1974 ingressant a la NASL. El club assolí un cert èxit amb jugadors con Johan Cruyff però després de la temporada de 1980 el club entrà en fallida per uns deutes de $6 milions i desaparegué. Un nou club amb el mateix nom aparegué el mateix 1980, quan l'equip Detroit Express es traslladà a Washington. L'aventura, però, només durà una temporada, desapareixent el 1981.
Anys més tard es creà un nou club amb el mateix nom que competí a l'American Soccer League III entre 1988 i 1990.

## Estadis
El club disputà els seus partits al RFK Stadium, excepte la temporada 1976, en què jugà a la W.T. Woodson High School a Virgínia del Nord.

## Entrenadors
- Gordon Bradley

## Futbolistes destacats
- Keith Lenert
- Alan Green (1977; 1979-80)
- Bobby Stokes (1978-80)
- Johan Cruyff
- Guus Hiddink
- Thomas Rongen
- Tommy O'Hara (1978-80)
- Jim Steele (1977-79)
- Bill Irwin (1978-80)
- Donato Nardiello (1981)

## Assistència d'espectadors
- 1974: 4.975
- 1975: 8.847
- 1976: 5.963
- 1977: 13.037
- 1978: 10.783
- 1979: 11.973
- 1980: 19.205
- 1981: 16.106